# Beaussais-sur-Mer
Beaussais-sur-Mer ist eine  französische Gemeinde mit 4379 Einwohnern (Stand: 1. Januar 2022) im Département Côtes-d’Armor in der Region Bretagne in. Sie gehört zum Arrondissement Dinan und zum Kanton Pleslin-Trigavou. Die Bewohner nennen sich Beaussaisiens und Beaussaisiennes.
Beaussais-sur-Mer entstand als Commune nouvelle mit Wirkung vom 1. Januar 2017, indem die bisherigen Gemeinden Plessix-Balisson, Trégon und Ploubalay durch ein Dekret vom 30. August 2016 zusammengelegt wurden. Die letztgenannte dieser Communes deleguées ist seither der Hauptort (Chef-lieu).
Die Gemeinde erhielt die Auszeichnung „Eine Blume“, die vom Conseil national des villes et villages fleuris (CNVVF) im Rahmen des jährlichen Wettbewerbs der blumengeschmückten Städte und Dörfer verliehen wird.

## Gemeindegliederung
| Ortsteil                      | ehemaliger INSEE-Code | Fläche (km²) | Höhenlage (m) | Einwohnerzahl (2022) |
| ----------------------------- | --------------------- | ------------ | ------------- | -------------------- |
| Plessix-Balisson              | 22192                 | 00,08        | 35–57         | .0081                |
| Ploubalay (Verwaltungssitz)00 | 22209                 | 35,45        | 2–77          | 3.926                |
| Trégon                        | 22357                 | 06,12        | 3–52          | .0372                |

## Geographie
Nachbargemeinden sind
- Saint-Jacut-de-la-Mer im Nordwesten
- Lancieux im Norden,
- Pleurtuit im Nordosten,
- Tréméreuc im Osten,
- Pleslin-Trigavou im Südosten,
- Languenan im Süden,
- Créhen im Südwesten.

## Baudenkmäler
Siehe: Liste der Monuments historiques in Beaussais-sur-Mer

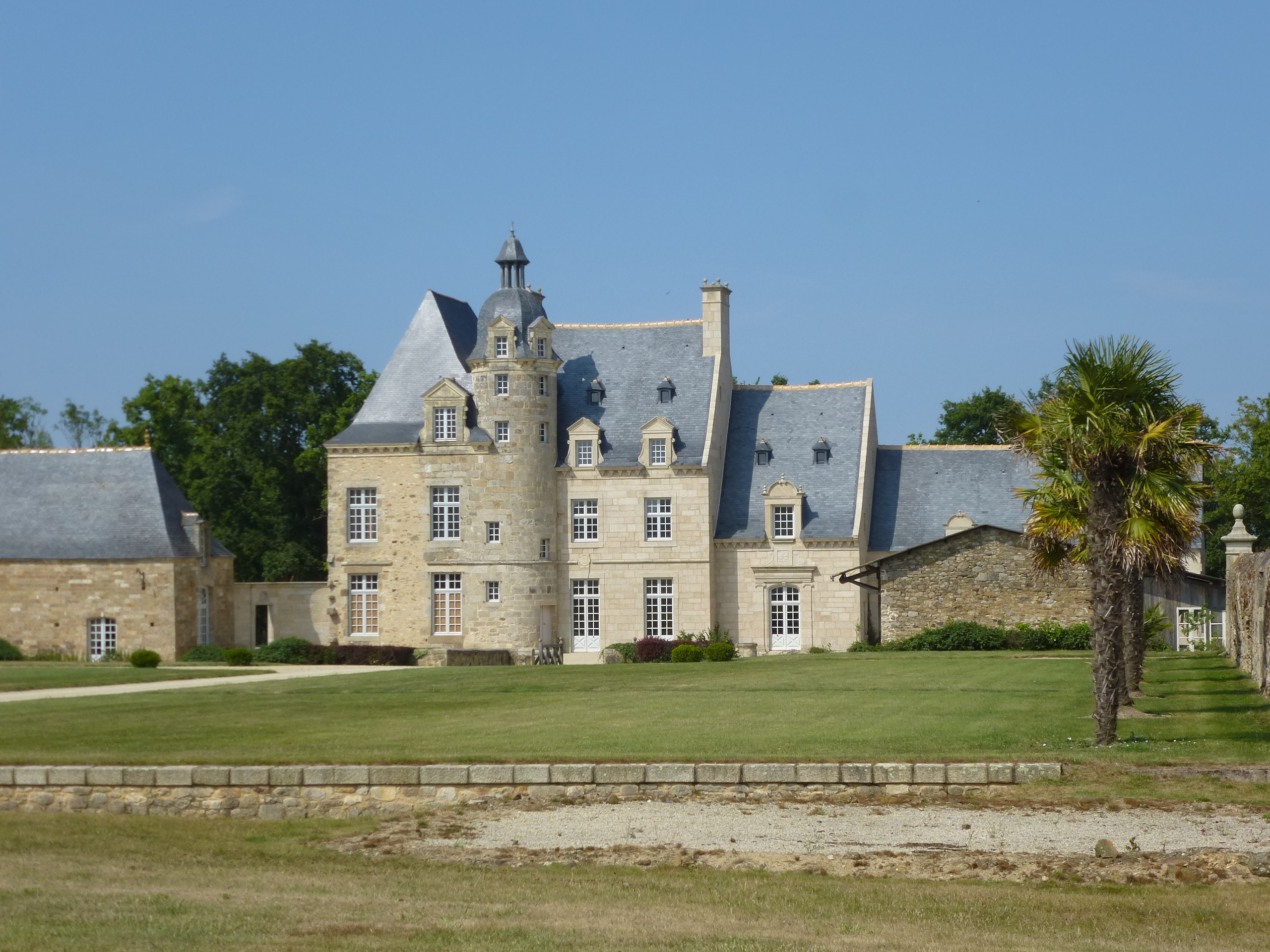
Herrenhaus La Coudraye in Ploubalay
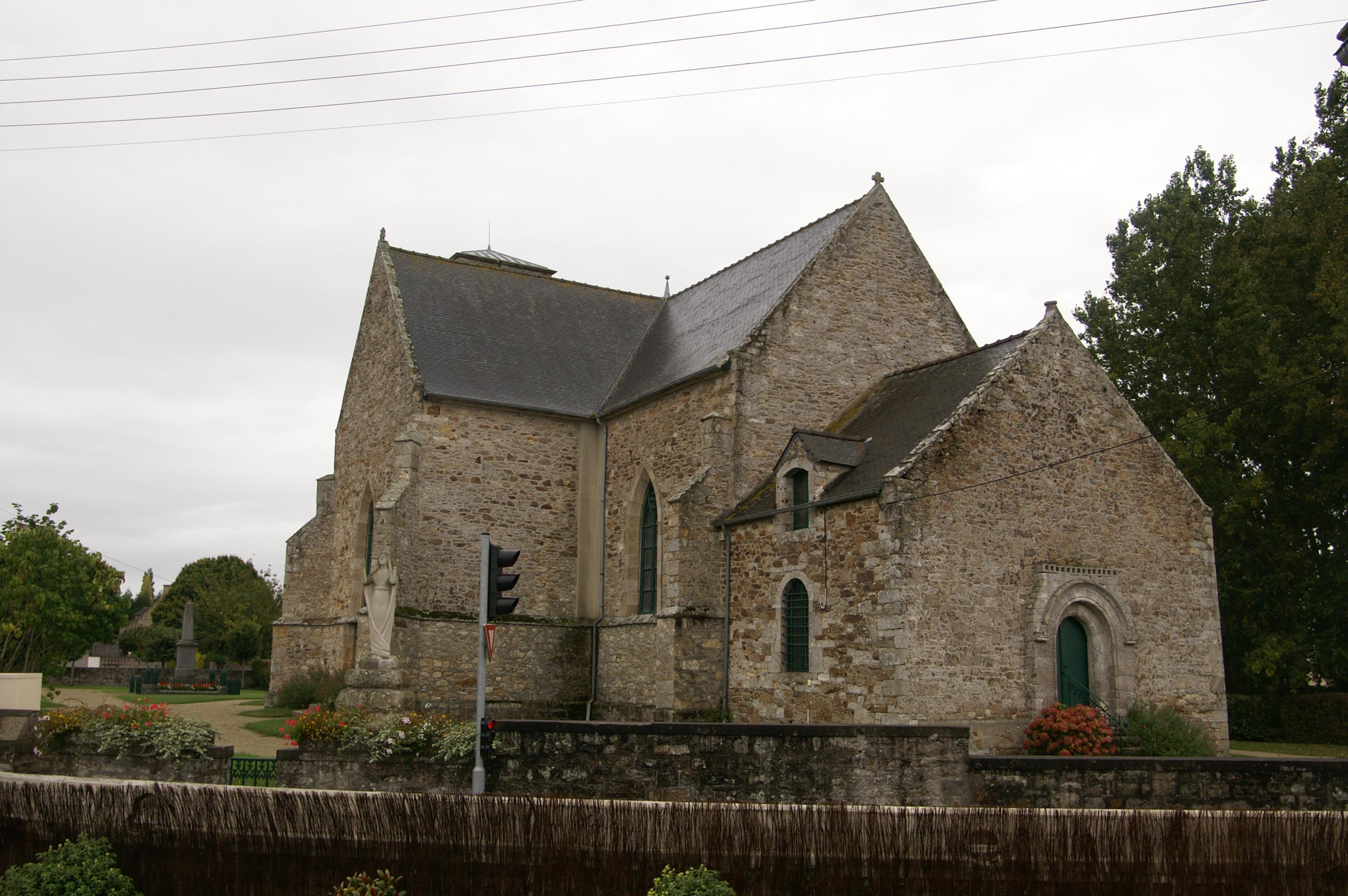
Kirche Saint-Pétrock in Trégon